# Draft WNBA 2016
2015 2017
La draft WNBA 2016 est la cérémonie annuelle de la draft WNBA lors de laquelle les franchises de la WNBA choisissent les joueuses dont elles pourront négocier les droits d’engagement. Les joueuses disputant leur première saison professionnelle sont appelées rookies.
Elle se tient le 14 avril pour la troisième année consécutive à la Mohegan Sun Arena d'Uncasville (Connecticut) avec une diffusion en direct du premier tour sur ESPN2 et deux suivants sur ESPNU.
Le choix s'opère dans un ordre déterminé par le classement de la saison précédente, les équipes les plus mal classées sur les deux dernières saisons obtenant les premiers choix. Sont éligibles les joueuses américaines ou scolarisées aux États-Unis allant avoir 22 ans dans l'année calendaire de la draft, ou diplômées ou ayant entamé des études universitaires quatre ans auparavant. Les joueuses « internationales » (ni nées ni ne résidant aux États-Unis) sont éligibles si elles atteignent 20 ans dans l'année suivant la draft.

## Loterie de la draft
La loterie de la draft détermine l’ordre des premiers choix de la draft 2016. Le 5 août 2015, la WNBA annonce une réforme de la loterie, les chances respectives des équipes étant calculées sur les deux dernières saisons et non plus la seule dernière. L'équipe la plus mal classée sportivement est assurée d'obtenir au moins le troisième choix. 
Destinée à combattre le « tanking », volonté de perdre des rencontres pour espérer un meilleur choix à la draft, la réforme ne peut éviter que le hasard oppose pour le dernier match de la saison les deux équipes pouvant obtenir le plus mauvais total cumulé sur les deux saisons. Lors de cette rencontre particulière à « qui perd, gagne », les Stars de San Antonio s'imposent 59 à 58 face au Storm de Seattle et remportent leur première victoire à l'extérieur de la saison, le Storm manquant quatre tirs et perdant un ballon lors de la dernière minute.
Elle se tient le 24 septembre 2015 avec une diffusion sur ESPN2.
Elle est prévue initialement pendant la mi-temps du match opposant le Liberty au Fever, mais cette rencontre est avancée en raison de la visite du pape dans la ville et c'est donc à la mi-temps de la rencontre entre le Lynx et le Mercury.
Quelques jours après l'élection du premier choix de la draft WNBA 2015 Jewell Loyd comme rookie de l'année, le Storm reçoit lors de la loterie de la draft de nouveau le premier choix de la draft. Ce scénario évoque les drafts 2001 et 2002, les seules autres où le premier choix revient deux années de suite à la même franchise, où il revient déjà au Storm de choisir alors Lauren Jackson puis Sue Bird qui deviennent les principaux artisans des deux titres gagnés par Seattle. Le second choix revient aux Stars de San Antonio, le troisième au Sun du Connecticut et le dernier au Dream d'Atlanta.
Ci-dessous, les chances de chaque franchise d’obtenir les choix respectifs :
| Équipe,                     | Bilan 2014-2015 | Chances à la loterie | Choix | Choix | Choix | Choix | Choix |
| Équipe,                     | Bilan 2014-2015 | Chances à la loterie | 1er   | 2e    | 3e    | 4e    |       |
| --------------------------- | --------------- | -------------------- | ----- | ----- | ----- | ----- | ----- |
| Storm de Seattle            | 22-46           | 44,2 %               |       |       |       |       |       |
| Stars de San Antonio        | 24-44           | 27,6 %               |       |       |       |       |       |
| Sun du Connecticut          | 28-40           | 17,8 %               |       |       |       |       |       |
| Dream d'Atlanta             | 34-34           | 10,4 %               |       |       |       |       |       |
| en jaune l’équipe désignée. |                 |                      |       |       |       |       |       |

## Joueuses invitées
Douze joueuses sont invitées par la WNBA à assister à la draft : Rachel Banham, Imani Boyette, Moriah Jefferson, Jonquel Jones, Tiffany Mitchell, Aerial Powers, Breanna Stewart , Morgan Tuck, Courtney Walker, Talia Walton et Courtney Williams.
Courtney Walker (Texas A&M) et Talia Walton (Washington) ne sont pas retenues au premier tour et ne seront choisies respectivement qu'en 16e et 29e place par le Dream d'Atlanta et les Sparks de Los Angeles.

## Transactions
En février 2016, le Sun transfère Elizabeth Williams au Dream d'Atlanta contre le quatrième choix de la draft 2016.
Le 1er mars 2016, Erin Phillips est échangée par les Sparks de Los Angeles avec le 5e choix de la draft 2016 et un choix du premier tour de la draft 2017 et envoyée aux Wings de Dallas contre le 6e choix de la draft 2016 et Riquna Williams.
Le soir de la draft, deux transferts sont conclus : 
- Le Sun envoie Chelsea Gray et son premier choix de la draft WNBA 2017, les 15e et 23e choix de 2016 aux Sparks de Los Angeles contre le 6e choix de la draft Jonquel Jones et le 17e choix, permettant ainsi au Sun de détenir trois des six premiers choix de la draft[12]
- Le Lynx acquiert la All-Star des Stars de San Antonio Jia Perkins contre le 14e choix Jazmon Gwathmey[13].

## Faits notables
Pour la première fois, une université, les Huskies du Connecticut, voit ses joueurs accaparer les trois premières places : Breanna Stewart, Moriah Jefferson, Morgan Tuck. U Conn compte 33 joueuses draftées, le record restant détenu par Tennessee avec 37.
Des 50 prospects identifiés par la WNBA, deux choix des franchises n'y figuraient : Lia Galdeira issue des Cougars de Washington State et la belge Julie Allemand choisies en 19e et 33e place. MVP du tournoi de l'ACC, Madison Cable (Notre Dame) n'est pas retenue. L'hawaïenne Galdeira a la particularité d'avoir quitté Washington State après son année junior pour jouer une saison en Bulgarie (22,8 points, 9,7 rebonds, 5,1 passes décisives).
Imani Boyette, 10e choix, devient la première joueuse draftée dont la mère, Pamela McGee, a déjà joué en WNBA.
Trois internationales canadiennes sont choisies : Nirra Fields a fait partie de l'équipe championne des Amériques et des Jeux panaméricains en 2015, alors qu'Adat Bulgak et Ruth Hamblin ont décroché l'argent au Mondial universitaires 2015.

## Draft

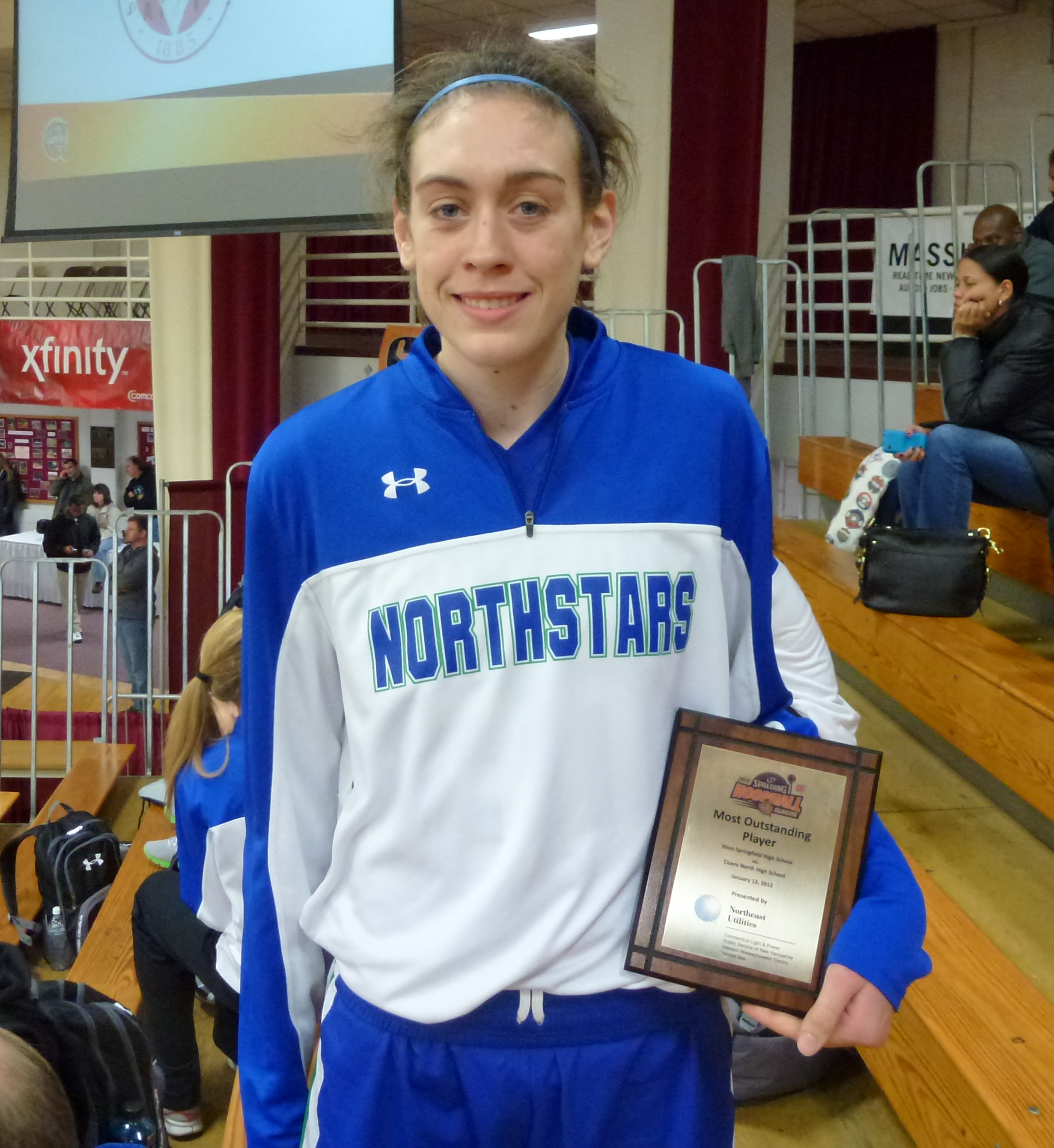
Breanna Stewart, 1er choix de la Draft 2016

### Légende
|   | Signale une joueuse qui a été intronisé au Basketball Hall of Fame                                                         |
|   | Signale une joueuse qui a été sélectionnée pour au moins un match annuel WNBA All-Star Game et une sélection All-WNBA Team |
|   | Signale une joueuse qui a été sélectionnée pour au moins un match annuel WNBA All-Star Game                                |
|   | Signale une joueuse qui a été sélectionnée pour au moins une sélection All-WNBA Team                                       |
| R | Signale la joueuse qui a remporté le titre de WNBA Rookie of the Year                                                      |

### Premier tour
| Choix | Nom               | Position      | Nationalité | Équipe                             | Provenance        |
| ----- | ----------------- | ------------- | ----------- | ---------------------------------- | ----------------- |
| 1     | Breanna Stewart R | Ailière       | États-Unis  | Storm de Seattle                   | Connecticut       |
| 2     | Moriah Jefferson  | Meneuse       | États-Unis  | Stars de San Antonio               | Connecticut       |
| 3     | Morgan Tuck       | Ailière forte | États-Unis  | Sun du Connecticut                 | Connecticut       |
| 4     | Rachel Banham     | Meneuse       | États-Unis  | Sun du Connecticut (via Atlanta)   | Minnesota         |
| 5     | Aerial Powers     | Ailière       | États-Unis  | Wings de Dallas (via Los Angeles)  | Michigan State    |
| 6     | Jonquel Jones     | Pivot         | Bahamas     | Sparks de Los Angeles (via Dallas) | George Washington |
| 7     | Kahleah Copper    | Arrière       | États-Unis  | Mystics de Washington              | Rutgers           |
| 8     | Courtney Williams | Arrière       | États-Unis  | Mercury de Phoenix                 | South Florida     |
| 9     | Tiffany Mitchell  | Arrière       | États-Unis  | Fever de l'Indiana                 | South Carolina    |
| 10    | Imani Boyette     | Pivot         | États-Unis  | Sky de Chicago                     | Texas             |
| 11    | Bria Holmes       | Arrière       | États-Unis  | Dream d'Atlanta (via Minnesota)    | West Virginia     |
| 12    | Adut Bulgak       | Pivot         | Canada      | Liberty de New York                | Florida State     |

### Deuxième tour
| Choix | Nom             | Position      | Nationalité            | Équipe                             | Provenance         |
| ----- | --------------- | ------------- | ---------------------- | ---------------------------------- | ------------------ |
| 13    | Rachel Hollivay | Pivot         | États-Unis             | Dream d'Atlanta (via San Antonio)  | Rutgers            |
| 14    | Jazmon Gwathmey | Arrière       | États-Unis/ Porto Rico | Lynx du Minnesota (via Seattle)    | James Madison      |
| 15    | Whitney Knight  | Meneuse       | États-Unis             | Sun du Connecticut                 | Florida Gulf Coast |
| 16    | Courtney Walker | Meneuse       | États-Unis             | Dream d'Atlanta                    | Texas A&M          |
| 17    | Jamie Weisner   | Meneuse       | Canada/ États-Unis     | Sparks de Los Angeles              | Oregon State       |
| 18    | Ruth Hamblin    | Pivot         | Canada                 | Wings de Dallas                    | Oregon State       |
| 19    | Lia Galdeira    | Arrière       | États-Unis             | Mystics de Washington              | Washington State   |
| 20    | Jillian Alleyne | Ailière forte | États-Unis             | Mercury de Phoenix                 | Oregon             |
| 21    | Brene Moseley   | Arrière       | États-Unis             | Fever de l'Indiana                 | Maryland           |
| 22    | Bashaara Graves | Ailière       | États-Unis             | Lynx du Minnesota (via Chicago)    | Tennessee          |
| 23    | Brianna Butler  | Meneuse       | États-Unis             | Sun du Connecticut (via Minnesota) | Syracuse           |
| 24    | Ameryst Alston  | Meneuse       | États-Unis             | Liberty de New York                | Ohio State         |

### Troisième tour
| Choix | Nom                | Position | Nationalité | Équipe                | Provenance     |
| ----- | ------------------ | -------- | ----------- | --------------------- | -------------- |
| 25    | Brittney Martin    | Arrière  | États-Unis  | Stars de San Antonio  | Oklahoma State |
| 26    | Lexi Eaton Rydalch | Arrière  | États-Unis  | Storm de Seattle      | Brigham Young  |
| 27    | Aliyyah Handford   | Arrière  | États-Unis  | Sun du Connecticut    | St. John's     |
| 28    | Niya Johnson       | Arrière  | États-Unis  | Dream d'Atlanta       | Baylor         |
| 29    | Talia Walton       | Ailière  | États-Unis  | Sparks de Los Angeles | Washington     |
| 30    | Shakena Richardson | Arrière  | États-Unis  | Wings de Dallas       | Seton Hall     |
| 31    | Danaejah Grant     | Arrière  | États-Unis  | Mystics de Washington | St. John's     |
| 32    | Nirra Fields       | Meneuse  | Canada      | Mercury de Phoenix    | UCLA           |
| 33    | Julie Allemand     | Meneuse  | Belgique    | Fever de l'Indiana    | Castors Braine |
| 34    | Jordan Jones       | Arrière  | États-Unis  | Sky de Chicago        | Texas A&M      |
| 35    | Temi Fagbenle      | Ailière  | Royaume-Uni | Lynx du Minnesota     | USC            |
| 36    | Shacobia Barbee    | Arrière  | États-Unis  | Liberty de New York   | Georgia        |